# Köprübaşı, Trabzon
Köprübaşı là một huyện thuộc tỉnh Trabzon, Thổ Nhĩ Kỳ. Huyện có diện tích 244 km² và dân số thời điểm năm 2007 là 5866 người, mật độ 24 người/km².